# Лудвиг Лоре
Лудвиг Лоре е журналист-социалист роден в Германия през 1875 г. и емигрирал в Колорадо, САЩ през 1903 г., за да се премести през 1908 г. в Ню Йорк. Под влияние на пребиваващия през 1917 г. в Ню Йорк Лев Троцки сменя убежденията си от социалист в комунист.
От 1919 г. е редактор на списвания на немски вестник „Ню Йорйкър Фолксцайтунг“.
Води се шпионин на ЧК в САЩ. През 1937 г. е разкрит като съчинияващ си и фалшифиращ информацията, както и че само е прибирал заплатата, както своята, така и на един от вербуваните от него.
Бил е женен с трима сина.

## За България и Македония
| „ | Крал Александър управляваше като жесток терорист, като безмилостен тиранин. Един човек, който макар и млад, започна без цент и натрупа милиони. Наследството, което той оставя на своя престонаследник, обаче е едно зло. | “ |